# 尾崎愛 (歌手)
尾﨑 愛（おざきあい、1977年7月14日 - ）は、日本の歌手、シンガーソングライター。別名は Tsubaki（つばき）。尾崎愛と表記されることもある。

R&Bヒップホップユニット Goose Bumps、ソウルバンド TSUBAKISTAのヴォーカルでもある。東京都立川市出身。星座は蟹座。血液型はA型。

## ディスコグラフィー

### Goose Bumps

#### シングル
- アイミスユー （2004年11月25日 よしもとアール・アンド・シー）

1. アイミスユー (「ダウンタウンDX」エンディングテーマ)
2. ダンシングオールナイト
3. アイミスユー（instrumental）
4. ダンシングオールナイト（instrumental）
- OK! アタシらしく （2005年5月25日 よしもとアール・アンド・シー）

1. OK! アタシらしく　
2. ６月　
3. 母 -4 Piece Band Mix- （「雨スポSTYLE」エンディングテーマ）
4. OK! アタシらしく (Instrumental)
5. ６月(Instrumental)　
6. 母-4 Piece Band Mix- (Instrumental)
- Bye Bye My Love （2005年8月24日 よしもとアール・アンド・シー）

1. Bye Bye My Love　
2. Escape Out
3. Bye Bye My Love （Instrumental）
4. Escape Out （Instrumental）

#### アルバム
- Goose BumpsI （2004年5月19日 よしもとアール・アンド・シー）

1. 母　
2. 温度　
3. 宴　
4. ロードランナー
5. Introduction　
6. 流行　
7. 真天地
8. 街　
9. It’s Too Late
- Goose BumpsII （2005年9月28日 よしもとアール・アンド・シー）

1. OK!アタシらしく　
2. うたいだせよ、愛の唄を　
3. Escape Out　
4. Bye Bye My Love　
5. SMOKY　
6. Welcome to the party
7. ここへ　
8. 朝　
9 .Rain　
10. Wishing you　
11. Girl Friend

### TSUBAKISTA

#### アルバム
- ゆらゆら （2007年12月5日 Almond Eyes（Pヴァイン））

1.ゆらゆら （iTunes Store「今週のシングル」）
2. 遠い背中
3.アレが欲しい
4.愛を乞う
5.廻天
6.電話
7.旅人
8.・・・

### 尾﨑愛

#### シングル
- How Special You Were （2009年4月8日 iTunes Store限定配信 アミューズソフトエンタテインメント）

1. How Special You Were （English Version）
2. What If I Had Never Met You　（English Version）
- How Special You Were （2009年4月29日 アミューズソフトエンタテインメント）

1. How Special You Were （iTunes Storeヴォーカルチャート1位）
2. 会うまで
3. 陽はまた昇る
4. ひとりにしないで
- 私の味方 （2009年7月15日 iTunes Store限定配信 アミューズソフトエンタテインメント）

- 私の味方 （2009年8月5日 アミューズソフトエンタテインメント）

1. 私の味方 （2009年8月度邦楽最多FM15局パワープレイ）
2. 彼女
3. 夕暮れ
4. What If I Had Never Met You（日本語Version）
- そのコトバ （2009年11月25日 iTunes Store限定配信 アミューズソフトエンタテインメント）

1. そのコトバ
2. 会いたくしてる
3. サイレント・イヴ
- I will never forget （2010年3月3日 iTunes Store限定配信 アミューズソフトエンタテインメント）

「プロポーションづくりのダイアナ」企業イメージソング

#### アルバム
- ずっと、ずっと （2010年3月24日 アミューズソフトエンタテインメント）

1. ジユウジザイ
2. I will never forget
3. ずっと、ずっと
4. How Special You Were
5. 振り返るあなたを私は見ない
6. もしも
7. 私の味方
8. そのコトバ
9. 会いたくしてる
10. 夕暮れ
11. 無情
12. ただいま
13. ひとりにしないで
14. I will never forget （Album Version）

## 参加作品

### 音源
- REALRHYME DEMO TRAX【V.A.】（2002年11月27日　ワーナーミュージック・ジャパン）

4. Goose Bumps 「BUST A LIVE」
- vocal-rhythm【V.A.】（2006年3月15日　ポニーキャニオン）

13. Goose Bumps　「母 - ４piece Band Mix - 」
- SWING-O / 遊女 ASOBI〜SEX SOUL TOKYO【アルバム】（2006年10月4日 江戸屋レコード）

2. 愛されたいだけ featuring TSUBAKI
- WIRED CAFE Music Recommendation 「Softly」【V.A.】（2008年7月9日 common ground recordings）

8. NATURARHYTHM Co. feat. Tsubaki 「Calling You」
- Rumb / POP CALENDAR 【アルバム】（2013年3月20日 テイチクエンタテインメント）

4. 乱舞 meets.369 （コーラス参加）
5. SETAGAYA meets.Beat Daisuke （コーラス参加）
9. 蒼空 meets.Tsubaki
10. Lay me down （コーラス参加）
11. 見てますか、meets.新谷一作 （コーラス参加）

### 映画
- PAN 〜ネバーランド、夢のはじまり〜（2015年 ワーナー・ブラザース）（コーラス参加）
- トロールズ（2017年 ドリームワークス）（コーラス参加）

## 出演
- リアルライムTV（スペースシャワーTV）
- Goose Bumps ラジオレギュラー番組「Soulfood」（FM North Wave 2004-2005）
- BEAT MOTION（NHK）
- J-MELO（NHK）
- 音風（テレビ東京）
- ミューサタ（フジテレビ）